# Bufonaria perelegans
Bufonaria granosa es una especie de molusco gasterópodo marino que pertenece a la familia Bursidae.

## Distribución
Se distribuye en las aguas costeras del centro y oeste del océano Pacífico, en las Filipinas y Nueva Caledonia. Habita la zona béntica a una profundidad de 28-53 metros.